# Bistum Mantua
Das Bistum Mantua (lat. Dioecesis Mantuana, italienisch Diocesi di Mantova) ist eine in Italien gelegene Diözese der römisch-katholischen Kirche mit Sitz in Mantua.

## Geschichte
Das Bistum wurde im Jahre 804 gegründet. Im Mittelalter gehörte es zur Kirchenprovinz des Patriarchates von Aquileia. 1453 wurde es auf Verlangen der Familie Gonzaga, der Herzöge von Mantua immediat. Denn die Gonzaga wollten in ihrem Herrschaftsbereich keine geistliche Obrigkeit dulden, die ihrerseits unter der Herrschaft der Republik Venedig stand. 1803 wurde das Bistum der Kirchenprovinz Ferrara unterstellt. Seit 1820 untersteht es als Suffraganbistum dem Erzbistum Mailand.

## Einzelnachweise

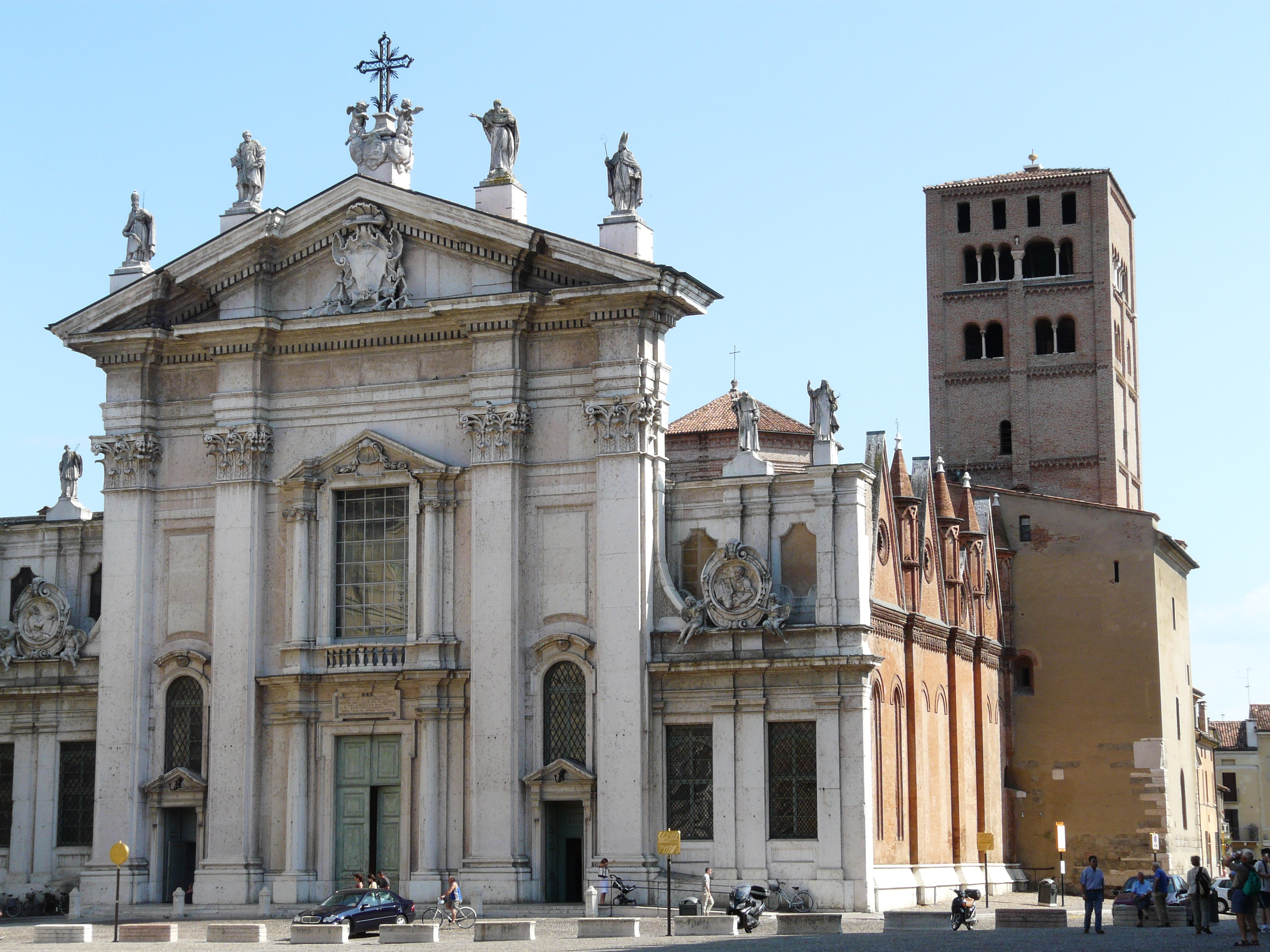
Dom von Mantua